# Масальский, Александр Григорьевич
Александр Григорьевич Масальский (ум. 1643) — государственный деятель Великого княжества Литовского, маршалок ковенский (с 1617 года), староста ясвонский (с 1625 года), каштелян дерптский (1627—1631) и смоленский (1631—1638), воевода минский (1638—1643).

## Биография
Представитель линии на Рачках и Сапежишках русско-литовского княжеского рода Масальских. Рюрикович в XXII колене. Сын подкомория гродненского Григория Афанасьевича Мосальского (ум. 1595) и Марии Рачки.
С 1617 года — маршалок ковенский, в 1627 году получил должность каштеляна дерптского, в 1631 году был назначен каштеляном смоленским, а в 1638 году стал воеводой минским.
19 мая 1643 года князь Александр Масальский был похоронен.
Был женат на Аполонии Ясинской, дочери писаря великого литовского Николая Ясинского. Дети:
- Станислав Масальский (ум. 1630), державец ясвонский
- Александр Масальский, умер в детстве
- София Виктория Масальская, монахиня